# 廃用症候群
廃用症候群（はいようしょうこうぐん、英: disuse syndrome）とは、安静状態が長期に渡って続く事によって起こる、さまざまな心身の機能低下等を指す。生活不活発病とも呼ばれる。特に病床で寝たきり状態でいることによって起こる症状が多い。
また、寝たきりや行き過ぎた安静状態が長く続くことによって起こる筋肉や関節などが萎縮することを廃用性萎縮（はいようせいいしゅく）という。
- 筋萎縮
- 関節拘縮
- 褥瘡（床ずれ）
- 廃用性骨萎縮（骨粗鬆症）
- 起立性低血圧（立ちくらみ）
- 精神的合併症
- 括約筋障害（便秘・尿便失禁）

などが挙げられる。